# Agrotis atrata
Agrotis atrata är en fjärilsart som beskrevs av Karl Schawerda 1930. Agrotis atrata ingår i släktet Agrotis och familjen nattflyn. Inga underarter finns listade i Catalogue of Life.